# Dominika von Gillern
Dominika Anna Maria Freiin von Gillern (* 3. August 1739 in Rettkau, Schlesien; † 17. August 1810 in Trebnitz) war die letzte regierende Fürstäbtissin von Trebnitz.

## Leben
Anna Maria entstammte dem freiherrlichen Zweig des Adelsgeschlechts Gillern. Mit 17 Jahren trat sie in das Zisterzienserinnenkloster Trebnitz ein, wo sie den Namen Dominika annahm. Sie wurde zunächst Küchenmeisterin und später Schafferin (Verwalterin) des Klosters. 1789 wurde sie vom Konvent des Klosters als Dominika I. zur Fürstäbtissin von Trebnitz gewählt.
Während ihrer Regierungszeit stiftete sie drei Kirchen, erwarb mehrere Landgüter und ließ zwei Schlösser bauen. Während der 1790er Jahre unterstützte sie viele Flüchtlinge aus Frankreich, die sich auf dem Wege nach Polen befanden. In ihrem Herrschaftsbereich bekämpfte sie die Armut und in Trebnitz ließ sie ein neues Hospital für beide Konfessionen sowie mehrere Schulen errichten.
Kurz vor der Auflösung des Klosters durch die Säkularisation im Jahre 1810 verstarb Dominika. Ihr Leichnam wurde in der Gruft der Trebnitzer Klosterkirche beigesetzt. Sie war die letzte Fürstäbtissin von Trebnitz.